# Melanargia flavescens
Melanargia flavescens är en fjärilsart som beskrevs av Maurice Emile Marie Goetghebuer. Melanargia flavescens ingår i släktet Melanargia och familjen praktfjärilar. Inga underarter finns listade i Catalogue of Life.